# Gustav Stoll
Gustav Stoll (* 8. September 1814 in Ottorowo, Kreis Samter, Provinz Posen; † 19. September 1897 in Proskau) war ein deutsch-schweizerischer Gartenbauinspektor, Ökonomierat und Pomologe. Er leitete 24 Jahre lang, von 1868 bis 1892, als erster Direktor das Königliche Pomologische Institut im oberschlesischen Proskau bei Oppeln.

## Lebensweg
Stolls Vater war Schweizer, der Anfang des 19. Jh. nach Ottorowo gezogen war. Von 1825 bis 1830 besuchte er die höhere Bürgerschule in Czarnikau und ging anschließend bei Hofgärtner Kleemann in der damals recht bekannten Gärtnerei in Carolath in die Lehre. Nach Abschluss seiner Gärtnerlehre arbeitete Stoll ab 1833 zwei Jahre lang im Hofgarten von Charlottenburg, leistete dann sein einjährigen Militärdienst ab und arbeitete die nächsten beiden Jahre, bis Ende 1838, als Gärtnergehilfe im botanischen Garten von Breslau, wo er in seinen Studien der Botanik von Christian Gottfried Daniel Nees von Esenbeck unterstützt wurde.
Von Anfang 1839 bis 1842 legte er im Auftrag des Marquis von Fabris in San Lorenzo in Istrien einen großen Park an. Anschließend wurde er Instructor des Botanischen Gartens in Genua. Von dort aus bereiste Stoll im Jahr 1842 unter anderem Südfrankreich, Neapel, Sizilien und Dalmatien und sammelte dort seltenere Pflanzen, Mineralien, Conchylien (Muscheln) und dergleichen. Im Februar 1843 wurde Gustav Stoll mit der Verwaltung und Umgestaltung der Villa Massani bei Rom betraut. Dort blieb er gut fünf Jahre lang, bis zum Sommer 1848; dann übernahm er die Stelle des Institutsgärtners an der neu gegründeten Landwirtschaftlichen Akademie im schlesischen Proskau, unweit Oppeln. Während seiner sechsjährigen Amtszeit dort legte Stoll einen noch heute existierenden botanischen Garten an, gründete die Baumschule des Instituts und sorgte für die Anpflanzung von Obstbaum-Plantagen. 1854 erhielt er eine deutlich besser dotierte Stelle als Garteninspektor bei Frau von Tiele-Winckler in Miechowitz. Dort war er elfeinhalb Jahre lang tätig; er legte große Parkanlagen, Gewächshäuser (darunter eines für Ananas), Gemüse- und Obstgärten und eine bedeutende Baumschule in Miechowitz an. Als die preußische Regierung 1866 die Errichtung eines pomologischen Instituts in Proskau erwog, zog Stoll – auch aus gesundheitlichen Gründen – nach Breslau, von wo aus er die Einrichtung des neu zu gründenden pomologischen Instituts betrieb, dessen erster Leiter er dann am 1. April 1868 wurde. Der Unterricht begann im Oktober 1868 mit nur acht Studierenden, im Frühjahr 1869 waren es bereits 25. Gustav Stoll leitete das pomologische Institut Proskau 24 Jahre lang, von 1868 bis 1892. Nachdem er 1892 im Alter von 78 Jahren aus seinem Amt ausgeschieden war, übernahm sein Sohn, der Pomologe Rudolf Stoll, die Leitung des pomologischen Instituts Proskau.